# 심즈 2
《심즈 2》(The Sims 2)는 맥시스에서 개발하여 일렉트로닉 아츠에서 배급한 생활 시뮬레이션 게임이다. 2000년에 출시된 《심즈》의 후속작인 이 작품은 2004년 9월 17일에 출시되자마자 열흘 만에 100만 장 넘게 팔리면서 상업적으로 큰 성공을 거두었을 뿐만 아니라 비평가들에게도 좋은 평가를 받았다.
2007년 7월 26일에는 총 1300만 장이 판매된 것으로 집계되어 2004년에 출시된 PC게임 중 가장 많이 팔린 게임으로 등극하게 되었다. 2008년 4월 《심즈 2》의 웹사이트에서는 《심즈 시리즈》 1억 장 판매를 기념하기도 하였다. 2008년 9월 현재 8개의 확장팩과 8개의 아이템팩이 발매되어 있다.
《심즈 2》의 플레이 방식이나 인터페이스는 기본적으로 전작과 비슷한 시스템을 차용하고 있다. 플레이어들은 가상의 인간인 심을 통제하면서 실제 인생과 같이 다양한 활동을 하고 인간관계를 자유롭게 구축해 나갈 수 있다. 전작인 《심즈》와 가장 큰 차이점으로는 《심즈》는 게임 내부에서 목표가 명확하게 설정되지 않을뿐더러 엔딩이 없는 게임이었던 반면, 《심즈 2》는 목표 뿐만 아니라 원하는 것과 두려운 것을 설정할 수 있고 그에 따라서 긍정적이나 부정적인 결과를 도출할 수 있다.
심의 인생은 총 6단계로 나뉘게 되고 모든 심들은 나이가 게임 속에서 100일이 지나면 사망에 이르게 되므로 그 전에 혼인을 하거나 입양을 해서 게임을 이어 나가야 한다.(단, 몇 가지 아이템으로 심의 수명을 늘릴 수 있다.)
2006년 11월에는 EA에서 후속편 《심즈 3》가 2009년에 발매될 예정이라고 밝혔고, 2009년 6월 2일에 발매되었다.

## 게임 플레이

### 플레이어의 심

#### 심이 경험 할 수 있는 일

##### 일반적인 상황
주변 심들과 사랑에 빠져 결혼을 하고 임신, 출산,육아의 과정을 통해 자손을 늘릴 수 있다. 가족, 이웃들과 긍정적 또는 부정적인 관계를 형성하는 인적 네트워크 형성이 가능하다. 심들은 직장을 다니며 능력을 쌓아 승진을 하거나 실직을 하고 나이가 들면 퇴직을 하여 연금을 받으며 생활한다. 병이나 사고로 사망할 수 있으며 친척 또는 부모가 죽으면 보험금을 받게 된다.
확장팩을 설치하면 계절을 경험할 수 있고 대학을 가거나 자신만의 사업체를 가질 수 있게 되고 애완동물을 키우고 스포츠를 즐기며 원예, 낚시, 수집, 만들기 등 여러 가지 취미생활을 하며 이국적인 섬이나 산으로 여행을 떠날 수도 있다.

##### 초현실적인 상황
유령을 만나기도 하고 외계인에게 납치당해서 남자가 임신을 하게 되기도 한다. 심이 죽을 경우 죽음의 신이 집을 방문하게 되는데 사랑하는 심이 죽었다면 사신과의 게임을 통해 죽은 심을 되살릴 수 있다. 게임을 하며 얻는 야망포인트로 구입할 수 있는 아이템은 심들의 수명을 늘리거나 줄이기도 한다. 확장팩의 설치를 통해 뱀파이어나 마법사가 되거나 로봇과 사랑에 빠지기도 하고 휴양지에서 빅풋을 만나 친구가 되는 등 재미있는 경험을 할 수 있다. 취미생활에 열심일 시 요술 램프를 받아 지니를 부를 수도 있다

#### 시간에 따른 변화

##### 인생 단계
인간과 같이 심들은 원하는 것, 꿈과 목표를 발전시키는 것, 성격을 나타내는 것 등에 따라서 인생에 영향을 미치게 되는데 심들의 인생은 아기, 유아, 어린이, 청소년, 어른 그리고 노인 6단계로 진행된다(《못말리는 캠퍼스》에서는 청소년과 어른의 중간 단계로 대학에 입학 할 수 있다). 심들은 노인 단계에서 수일 후에 자연 사망하게 되는데, 처음 노인이 될 당시 야망점수의 높낮이에 따라 죽는 날이 결정된다.
각 인생단계마다 각각의 다른 특징이 있는데, 예를 들면 노인은 활동성이 감소하고, 어린이는 요리를 할 수 없고, 아동은 예측 불가능한 행동을 하며, 아기는 지속적인 보살핌을 필요로 한다. 심들이 태어날 때는 아기 단계로 태어나는데, 가족을 만들 때 아기 단계는 임의로 선택하지 못한다.

##### 행동에 따른 영향
심들은 특정 사건이 닥치면 이 사건을 추억 속에 간직해 플레이 중 과거의 기록을 살펴볼 수 있을 뿐만 아니라 심의 행동에도 영향을 주게 된다. 추억의 경우 평생 간직하고 싶은 추억은 푸른색으로, 잊어버리고 싶은 추억은 붉은색으로 표시된다. 하나의 행동에도 큰 영향을 줘서 매일 나태한 생활을 하면 비만 체형으로 바뀌거나 청소년에는 여드름이 생길 경우가 있다. 확장팩의 추가로 선텐 화상에 의한 물집, 체온에 따른 혈색의 변화도 표현되고 있다.

#### 동네
《심즈 2》에서는 기쁨동산(Pleasantview), 엽기동산(Strangetown), 베로나빌(Veronaville) 세 곳의 미리 만들어진 동네가 있다. 이 밖에 여러 확장팩에 의해서 몇 개 마을이 추가가 된다. 많은 미리 만들어진 캐릭터들은 자신만의 스토리와 역사를 가지고 있다. 특히 기쁨동산은 《심즈》와 그 후 25년 뒤의 이야기인 《심즈 2》에 이어 앞으로 나올 《심즈 3》에서도 볼 수 있는데 수많은 갈등과 여러 미스터리한 문제들을 플레이어의 자유의지에 따라 해결할 수 있다.

#### 욕구
전작과 마찬가지로 심들의 욕구를 충족해야 살아갈 수 있다. 배고픔, 재미, 편안함, 사교, 용변, 위생, 에너지, 환경 등 총 8가지의 욕구가 있으며 허기는 심들의 배고픈 정도를 나타내며 냉장고에 있는 음식 재료를 꺼내어 가스레인지나 전자레인지로 요리를 해먹거나 전화를 이용해 배달음식을 시켜 먹으면서 채울 수 있다.
재미는 현재 심이 지루한지, 즐거운지를 보여주는 수치로 텔레비전을 보거나 책을 읽거나 게임을 하면서 채울 수 있다. 편안함은 심들의 편안한 정도를 나타내며 의자에서 앉아 있거나 침대에 누워있거나 욕조에 들어가 있을 때 채울 수 있다. 사교는 최근 얼마나 사람들과 어울렸는지 보여주며 심이나 동물들을 만나거나 전화, 채팅 등을 통해서 채울 수 있다. 용변은 지금 얼마나 볼일을 보고 싶어하는지 정도를 알 수 있으며 아기는 기저귀에 용변을 하는데 갈아야 하며, 아동인 경우는 용변 훈련을 시켜야 하며 이후부터는 변기에 용변을 보게 된다. 위생은 심의 깨끗한 정도를 알려주며 손을 씻거나 샤워를 하거나 목욕을 하면 채울 수 있다.
에너지는 얼마나 피곤한지 정도를 보여주며 잠을 자면 채울 수 있다. 환경은 아기, 아동에는 볼 수 없는 욕구이며 주변 환경이 얼마나 좋은가를 나타낸다. 더러운 것을 치우거나 장식 아이템을 구비하면 채울 수 있다. 그 밖에 초록 심은 물, 햇빛, 사랑 욕구가 있으며 서보는 파워 욕구가 있다. 또한 《펫츠》를 설치하면 애완동물을 키울 수 있는데 개의 경우에는 씹기 욕구가 있으며 고양이는 긁기 요구가 있다. 이 욕구가 부족할 때는 가구를 물거나 긁게 된다.
심의 욕구가 채워졌을 경우에는 욕구에 '초록색'을 띠며 조금 부족할 때는 '노란색', 매우 부족할 때는 '빨간색'이다. 만약 빨간색이 나와도 욕구를 채워주지 못한다면 갑자기 기절하거나, 바닥에 용변을 보는 등 강제적으로 채워지게 되며 그래도 채우지 않으면 사망에 이르게 된다.

#### 성격
성격은 심들의 행동적 특성을 보여주는 수치이다. 깔끔함, 외향적, 활동적, 장난기, 친절함 총 5가지의 성격이 있는데 플레이어는 캐릭터를 만들면서 자유롭게 조절 할 수 있으며 별자리로 선택 할 수도 있다. 이러한 성격은 얼마나 빨리 능력을 배울 수 있는지, 얼마나 욕구가 빨리 떨어지는지를 보여줄 뿐만 아니라 성격에 따라서 별자리가 정해지는 데 이에 따라서 다른 별자리끼리의 상성도 존재한다.
| 별자리 | 깔끔함 | 외향적 | 활동적 | 장난기 | 친절함 |
| ------ | ------ | ------ | ------ | ------ | ------ |
| 양     | 5      | 8      | 6      | 3      | 3      |
| 황소   | 5      | 5      | 3      | 8      | 4      |
| 쌍둥이 | 4      | 7      | 8      | 3      | 3      |
| 사자   | 4      | 10     | 4      | 4      | 3      |
| 처녀   | 9      | 2      | 6      | 3      | 5      |
| 천칭   | 2      | 8      | 2      | 6      | 7      |
| 전갈   | 6      | 5      | 8      | 3      | 3      |
| 궁수   | 2      | 3      | 9      | 7      | 4      |
| 염소   | 7      | 4      | 2      | 8      | 4      |
| 물병   | 4      | 4      | 4      | 7      | 6      |
| 물고기 | 5      | 3      | 7      | 3      | 7      |

#### 언어
모든 심들은 심과 의사소통을 할 때 심리시 (Simlish)를 사용한다. 심리시는 뜻모를 언어로 구성되어 있는데 플레이어는 단지 목소리 톤과 몸짓 그리고 말풍선에 나오는 그림으로 추측 할 수 있다.

#### 유전
심마다 얼굴 생김새나 성격등 고유한 유전 정보를 가지게 되어 심이 아이를 낳으면 부모로부터 머리카락, 눈, 피부색이나 얼굴 골격, 성격등을 무작위로 계승하게 되며 자신도 부모도 없는 특징을 부분적으로 가지게 되어 고유한 유전 정보를 생성하게 된다. 또 사촌이나 숙부, 숙모의 관계도 식별이 되어 기본적으로 친족간의 결혼은 할 수 없게 되었다.

#### 직업
어린이와 청소년은 월요일부터 금요일까지 학교에 등교하는데 숙제를 완수하고 욕구나 기분이 좋다면 높은 성적을 받게 된다. 매우 높은 성적(A+)을 달성하면 때때로 돈이나 스킬을 얻기도 한다. 청소년의 경우 그 상태에서 직업군의 최정상에 오르면 우등생이 된다.
부모는 교장을 초대해서 대화를 하고 집을 구경시키고 저녁 식사를 대접해서 좋은 평가를 얻으면 자녀를 사립학교에 입학시킬 수 있다. 숙제를 하지 않거나 무단 결석을 하면 성적이 나빠지며, 어린이의 경우 성적이 매우 나쁜 경우에는 복지사가 아이를 데려간다. 청소년의 경우 성적이 나쁘면 대학에 진학할 수 없다.
성인 심의 경우에는 컴퓨터나 신문을 이용해서 직업을 구할 수 있으며 청소년 심도 방과후에 할 수 있는 일이라면 같은 방식으로 일을 하는 것이 가능하다. 심이 좋은 기분과 충분한 친구와 기술이 있으면 승진할 수 있으며 각각의 직업군에는 10가지 직업이 있는데 승진 할 때마다 봉급이 올라가고 봉급의 2배에 해당하는 보너스를 즉시 받으며, 유니폼, 근무 날짜, 휴일 등의 조건이 개선된다. 다만, 청소년 심의 경우 학교 성적이 좋지 않거나 무단으로 결석하는 일이 잦아지면 직장에서 해고당할 수 있다.
《심즈 2》에는 요리사, 군인, 법관, 범죄자, 날라리, 정치인, 의사, 과학자, 운동선수, 사업가 등 총 10가지 직업군이 있다. 《못말리는 캠퍼스》에서는 초자연가, 자연과학자, 연예인, 예술가가 추가 되었고 《사계절 이야기》에서는 탐험가, 저널리스트, 변호사, 음악가, 게임제작자, 교사가 추가되었으며 《자유 시간》에서는 첩보가, 해양 생물학자, 예능인(오락), 무용가, 건축가가 추가되었다.
만약 하나의 직업군에서 일정 위치에 도달했을 경우에는 잠겨있던 직업보상물이 풀리면서 심이 살아가는데 매우 유용한 아이템을 얻게 된다.(단, 골드 야망에 도달하지 못한 상태에서 사용하는 경우에는 부작용이 생길 수 있다.) 심이 노인이 된 후에는 은퇴할 수 있고, 은퇴하게 되면 매일 연금을 받게 되는데 연금은 각 직업군과 직업군의 레벨에 따라서 달라지게 된다. 청소년 심과 늙은 심이 새로운 직업군에 취직하게 되면 단 3단계의 직업까지만 오를 수 있고, 성인 심에 비해 1/3 ~ 1/2의 임금만 받게 된다.
《나도 사장님》에서는 재택 사업과 부지를 사고 파는 부동산 사업도 할 수 있다.

#### 야망
《심즈 2》에는 '야망 게이지'가 새로 생겨났는데 이는 자존심 이나 삶의 만족도와 비슷하다. 유아와 어린이 심들은 야망이 오직 성장밖에 없으나 청소년이 되면 플레이어는 5가지 야망들 중에서 한 가지를 고를 수 있다. 가족 야망은 외부 활동보다는 내부 활동에 신경을 써야 하는 야망이며 혼자인 경우에는 연인을 만든 뒤 그 연인과 결혼을 하고 아이를 낳으면서 대가족을 이뤄 내야 하는 것이 최종 목표이다. 그러기 위해서는 언제나 화목하게 지내야 한다. 재산 야망은 돈을 많이 벌어야 하는 야망으로 직업군에서 최정상에 올라야 하며 계속해서 승진해야 한다. 지식 야망은 지식 정도에 따라 만족감을 느끼는 야망으로 언제나 책을 가까이 해야 한다. 지식관련 능력이 쌓여 감에 따라 야망 게이지도 올라가게 된다.
인기 야망은 친구 관계가 원만해야 하는 야망으로 파티를 지속적으로 열고 언제나 친구를 가까이 해야 하며 심들과 대화를 통해 인맥을 탄탄히 해야 한다. 마지막으로 로맨스 야망은 사랑을 해야 하는 야망으로 애정 행위를 통해서 야망 게이지를 채울 수 있다. 《화려한 외출》에서는 새롭게 즐기기 야망이 추가 되었는데 즐겁게 놀면 되는 야망이다. 이른바 숨겨진 야망이라고 불리는 구운 치즈 야망은 《나도 사장님》의 야망 보상물인 레누유센소 구를 골드 야망 이하에서 사용하면 부작용으로 인해 될 수 있으며 《자유 시간》에서는 2차 야망을 통해 자유롭게 구운 치즈 야망을 선택할 수 있다.
각각의 두려움은 심의 야망과 일치하며 인생 단계와 현재 환경에 따라 변한다. 심이 원하는 것을 충족할 때는 야망 게이지는 충전이 되며, 배우자의 죽음과 같은 두려운 것을 당했을 경우에 야망 게이지는 줄어들게 된다. 총 6가지 게이지로 되어있는데 가장 높은 것이 플래티넘 야망이며 골드, 그린, 레드 순이며 수 시간 동안 조금의 양이라도 야망을 채우지 못할 경우에는 게이지가 고갈된다. 플레티넘 야망을 지닌 심들은 만족해하며 유순하며 그들이 싫어하는 일이라도 기꺼히 해내며 더해서 플래티넘 욕구인 경우에는 필요한 욕구가 있더라도 개의치 않게 되며, 레드 야망일 경우에는 종종 신경 쇠약에 걸리게 되며 정신과 의사에 의해 치료를 받아야 하는데 가까이에 있는 심의 야망을 빼앗아야 한다.
마지막으로 심의 생에 야망 포인트의 전체는 게임 기록에 남고 야망 포인트로 돈을 공짜로 벌거나 수명을 늘리는 등의 특별한 효과를 보여주는 야망 보상물을 얻을 수 있다. 하지만 야망 보상물의 사용은 플래티넘 야망이나 골드 야망일 경우만 사용해야 하며 그 이하에서 사용할 때는 부작용을 겪게 된다.
《자유 시간》에서는 새로운 야망 계량기가 추가 되었는데 결혼이나 아기 출생과 같은 매우 중요한 일이 일어났을 때 축적이 되며 채우는 것이 완수되면 2차 야망을 선택할 수 있다. 만약 가장 높은 직업에 오르거나 매우 많은 양의 아이를 낳는 것처럼 긴 시간을 수반하는 평생 야망을 성취하면 평생 플래티넘 야망을 가지고 살게된다.

#### 능력
전작에 있는 능력은 그대로 유지하되 청소 능력이 추가되었다. 요리 능력은 레벨 따라 맞는 요리를 만들 수 있다.

#### 죽음
심은 다양한 경우에서 사망에 이를 수 있다. 심이 노인 단계의 끝에 도달했을 때 사망하게 되며 플래티넘 야망이나 골드 야망일 경우에는 죽음의 신이 2명의 훌라 걸들과 함께 춤을 추면서 심을 데려가며 금테가 달린 대리석 묘비가 심이 있었던 장소에 남아있다. 심은 또한 감전 당하거나 번개나 우박, 인공위성에 맞거나 기타 화재, 기아, 질병, 식중독, 머피 침대에 의한 사망, 파리 떼의 습격, 귀신을 보고 놀람 등 다양한 상황 속에서 이른 죽음을 당하게 된다. 죽은 심은 집 밖에서는 묘비로, 집 안에서는 단지로 남는데 부지에 묘비가 있는 한 유령은 계속 남게 된다. 유령은 집에 있는 가족을 깜짝 놀라게 하며 익사한 경우에는 파란색이며 굶어 죽었을 경우에는 투명색, 불에 타 죽었을 경우에는 빨간색, 감전사는 노란색, 늙어 죽었을 경우는 흰색, 질병은 녹색, 파리 떼 습격은 보라색, 놀라죽음은 연두색 마지막으로 인공위성에 맞아죽으면 주황색이 된다.
심이 죽게 되면 보험금을 그의 배우자, 아들 그리고 친구에게 죽은 심과 깊은 관계에 있는 순서대로 지급하게 되고 만약 같은 부지에 사는 심이 없을 경우에는 죽은 심의 돈은 사라지고 구입 모드나 건설 모드만 선택이 가능해진다. 죽은 심이 소유하고 있던 사업은 같은 부지에 있는 심들 중 가장 친밀한 심에게 주어지게 되며 혼자 사는 곳에서 죽게 되면 모든 심 중 가장 친밀한 심에게 주어진다. 가족 구성원은 사랑하는 심의 죽음을 경험했을 경우에는 절망의 계기가 되며 바닥에 떨어지게 되고 미친 행동을 하므로 치료사에 의해 치료가 돼야 한다.
《못말리는 캠퍼스》에서는 초자연 직업군에서 최정상에 오르면 얻을 수 있는 부활 노미트론을 사용해서 심을 좀비로 만들거나 심으로 되살릴 수 있다. 《자유 시간》에서는 요정에 의해 죽은 심을 살릴 수 있으며, 《알콩달콩 아파트》에서는 선의 마녀를 만나서 심즈를 되살릴 수 있고, 악의 마녀를 만나는 경우에는 좀비로 되살릴 수 있다.

#### 게임 오버
《심즈 2》에서는 부지에 있는 모든 심이 죽는 경우가 사실상의 게임 오버이다. 시간이 멈추고 인생 모드는 없어지게 되며 피날레라는 라벨이 붙은 팝업 창에서 ‘이럴 수가, 죽음의 신이 무자비하게 낫을 휘두른 것 같군요. 이 집의 모든 사람이 저세상으로 간 것 같으니 말입니다. 하지만 이제 빈집이 되어버린 이 집을 계속 비어있게 할 이유는 없겠지요! 새로운 가족을 이주시켜도 좋습니다. 그게 당신의 심들이 원하는 일일 겁니다. 그렇게 생각하지 않습니까?’라는 새로운 가족을 이 부지에 이주 시키라는 제안을 받게 된다.
또한, 부지에 있는 어른 심(청소년 혹은 노인 심 포함)이 모두 죽고 아이 심만 남은 경우도 복지국 직원이 와서 아이 심을 고아원으로 데리고 가므로 모든 심이 죽는 경우와 마찬가지로 사실상의 게임 오버가 된다.

### 다른 캐릭터
- 주민(방문객): NPC이다. 가족의 일원이 될 수 있으며, 청소년은 대학에 같이 갈 수도 있다. 이들은 보통 플레이어의 심즈와 거의 동등한 기능을 할 수 있다. 《펫츠》에서는 개와 고양이가 추가 되었다.
- 일하는 주민: 그들도 가정의 일원이 될 수 있으며, 똑같이 대학에도 같이 갈 수도 있다. 심들은 청소부, 정원사, 수리사 등을 급여를 주고 고용할 수 있으며 신문, 잡지, 편지는 매일 배달해 주며 《못말리는 캠퍼스》에서는 피자나 중국음식을 시켜먹을 수도 있다. 또한 경찰관, 소방관, 복지국 직원, 자동차 판매원, 교장, 입양 서비스 직원들도 시에 고용되어 나오며 부를 수 있다.
- 디폴트 캐릭터: 이들은 플레이 할 수 없다. 오리지널에서는 죽음의 신, 정신과 전문의, Social Bunny, 폴리네이션 테크 #9과 같은 캐릭터가 있다. 몇몇 확장팩과 아이템 팩에서는 새롭게 추가된 캐릭터도 있는데 예를 들자면 즐거운 크리스마스에서는 산타클로스, 시간 할아버지, 신년 아기가 추가되었다. 《화려한 외출》에서는 다운타운에 상주하여 애정행각을 벌이는 심들을 괴롭히는 인물인 크럼플보텀 부인과 같이 재미있는 캐릭터도 등장한다.
- 창조물: 가공의 창조물을 기초되어있다. 특별한 능력이 있으며 유령처럼 플레이 할 수 없거나 외계인처럼 유전자적 특성을 제외하고 일반 심과 같은 창조물은 제외한다. 몇가지 확장팩에서는 좀비, 뱀파이어, 서보, 늑대 인간, 식물 심, 빅풋, 마법사 등 새로운 종류의 창조물이 있다.

#### 특수한 심의 조건
- 외계인: 새벽에 하늘을 망원경으로 바라보다 보면 외계인을 만날 수도 있다. (남자 심들은 외계인의 아기를 임신할 수도 있다)
- 좀비: 《못말리는 캠퍼스》가 필요하며 초자연직업군에서 최정상에 오르면 얻을 수 있는 부활노미트론을 사용하여 죽음의 신에게 돈을 조금만 내게 되면 좀비로 부활하게 된다. 움직임이 느리고, 각종 욕구가 빠르게 감소한다.
- 뱀파이어: 《화려한 외출》이 필요하며 다운타운내에 있는 공동묘지에 있는 뱀파이이어에게 물리면 변한다. 박쥐로 변해 재빠르게 이동하거나 다른 심을 물어서 뱀파이어로 변하게 만들 수 있지만 햇빛이 비치는 장소에서는 활동이 불가능하다.
- 서보 로봇: 《나도 사장님》이 필요하며 로봇 만들기의 골드 배지를 가지고 있으면 만들 수 있다. 욕구는 전력, 즐거움, 사교, 환경밖에 없지만 전력은 낮에 밖에서 충전하는 것으로 회복이 된다. 의도적으로 없애지 않는 한 불사신이지만 물과 접촉하게 되면 고장난다.
- 늑대인간: 《펫츠》가 필요하며 집 앞에 드물게 나타나는 늑대의 보스와 사이가 좋아지만 물리는 일이 생겨 변할 수 있다. 낮에는 보통 심과 같지만 밤 8시만 되면 늑대 인간으로 변해서 에너지가 회복되는 동시에 허기가 급격히 내려간다.
- 초록 심: 《사계절 이야기》가 필요하며 식물에 농약을 너무 많이 사용하면 변이한다. 일광, 수분, 애정의 패러미터만 있지만 이야기 나누는 것도 가능하며 단체 생식 활동도 가능하다.
- 빅풋: 《여행을 떠나요》가 필요하며, 휴양지인 '세 호수'에서 비밀지도를 통해 입장가능한 '숨겨진 은신처'에 NPC로 등장한다. 친밀도가 상승하면 '이사오기'를 선택하여 플레이 할 수 있다.
- 마법사(남) 마녀(여): 《알콩달콩 아파트》가 필요하며, 공동부지에서 마법사(마녀)를 만나 친밀도가 상승하면, '나에게 빛(어둠)의 길을 가르쳐 주세요'를 선택하여 마법사(마녀)가 될 수 있다. 다양한 마법을 사용할 수 있다.

### 거주지
심즈는 동네에서 거주한다. 공동부지와 주거부지 두가지 종류의 부지가 있는데 공동부지에서는 주민과 만날 수 있을 뿐만 아니라 식료품, 옷, 잡지도 구입할 수 있다. 《못말리는 캠퍼스》에서는 기숙사나 동아리에서 살 수 있다. 더해서 《여행을 떠나요》에서는 별장을 구입하거나 호텔에서 지낼 수 있다. 《알콩달콩 아파트》에서는 아파트의 요소를 도입해서 임대료를 내면서 거주할 수 있다.

### 미니게임
《심즈 2》에는 시간 제한이 있는 게임이 있는데 성공하면 혜택이 주어진다. 심은 교장을 초대해서 집을 구경시키고, 대화하고, 저녁을 대접하는 식으로 득점을 내면서 적정 점수까지 도달하면 자녀를 사립학교로 진학시킬 수 있다. 몇몇 확장팩에서도 미니게임이 있는데 특히 《화려한 외출》에서는 서로 사랑하는 이성과 데이트를 즐길 수 있는 미니게임이 있는데, 제한시간 내에 성공적인 데이트를 하면 야망포인트를 올릴 수 있고, 상대 심과의 관계도 발전시킬 수 있다.

## 평가

### 기록
《심즈 2》는 E3에서 성공을 거두었다. 또한 이 게임은 IGN과 게임스파이 리뷰에서 가장 높은 점수를 받기도 하였다. 71개의 온라인 리뷰의 평점은 90점대였으며 그 중 7개는 100점이었다. X-Play에서는 5점 만점에 4점을 주었다. 더해서 심즈의 제작자 윌 라이트는 빌보드 가상, 게임 제작 음악 디지털 엔터테이먼트상에 수상되었다. 게임은 또한 2005년에 국제 게임 시상식에서 2개의 상을 수상하기도 하였다.

### 비판
가장 큰 문제점은 잦은 로딩이다. 새로운 캐릭터를 만들거나 다운타운에 갈 때는 어김없이 로딩화면이 떠서 게임의 흐름에 방해가 된다는 지적이다. 이에 제작자 측은 후속작 《심즈 3》에서는 다운타운 방식의 전작과 다르게 도시 전체를 조망해볼 수 있기 때문에 로딩이 거의 없다고 밝혔다. 또한 반복적인 게임으로 자칫 지루 할 수도 있다는 지적도 있다.

## 확장팩과 아이템 팩

### 확장팩

#### 《못말리는 캠퍼스》(University)
청소년에서 성인으로 성장하기 전에 '10대 후반'의 신세대라는 개념을 도입해서 대학생활을 즐길 수 있도록 한 확장팩이다. 또한 기숙사와 동아리 생활 등의 공동 생활 기능을 도입하여 가족 이외의 생활 커뮤니티를 충실히 재현하고 있다. 그리고 이 확장팩에서는 대학 졸업생 만이 취직할 수 있는 직업도 추가되었다.

#### 《화려한 외출》(Nightlife)
우정과 애정 관계를 더욱 충실하게 하게 하는 확장팩으로 중매쟁이를 이용하여 불특정 다수의 심 중 궁합이 좋은 데이트 상대를 알선받는 기능이 생겼으며 친구를 그룹으로 묶어서 단체 행동이 가능해졌다. 또 궁합이라는 개념도 생겨서 교우 관계가 복잡 다양해졌다. 또한 이 확장팩에는 자가용이 생겨, 외출 할 때 자가용을 이용할 수 있다.

#### 《나도 사장님》(Open for Business)
자신의 가게를 가질 수 있게 하는 확장팩으로 장사를 할 수 있다. 인벤토리 기능이 추가되어 더 많은 소지품을 가질 수 있게 되었다. 로봇이나 장난감을 제조할 수 있는 아이템이 추가되었고, 그와 함께 재능 배지 시스템이 추가되어 지금까지의 능력과는 다른 재능을 가질 수도 있다. 또한 양장점이나 미용실도 경영할 수 있어서 집에 들어온 심의 외모를 바꿀 수 있게 되었다.

#### 《펫츠》(Pets)
개나 고양이를 애완동물로 키울 수 있는 확장팩이다. 개나 고양이는 심처럼 세대가 바뀌면서 유전 정보를 계승해 번식하게 되어 있으며 직업에 종사하여 생계를 책임지는 역할도 가능하다. 또한 심과 같이 욕구와 성적을 가져서 예의 범절 등을 가르치는 식으로 행동에 변화를 줄 수도 있다. 앵무새 등 기타 애완동물도 키울 수 있다.

#### 《사계절 이야기》(Seasons)
사계절의 개념을 도입한 확장팩으로 계절마다 기후의 변화가 일어나서 농사나 낚시도 가능할 뿐만 아니라 배경도 계절에 따라 변화하게 되었다. 심에게는 체온이라는 개념이 추가돼 더위나 추위를 느낄 수 있게 되어 동사하거나 열사병이 생길 수도 있다.
한국 발매 당시 여러 심즈 2 카페에서 이 확장팩의 한글 이름 공모 이벤트를 한 바 있다.

#### 《여행을 떠나요》(Bon Voyage)
여행을 즐기기 위한 확장팩으로 열대, 극동 아시아, 삼림 등 3개의 테마로 한 여행지가 추가 되어 플레이어가 스스로 정한 기간을 보내는 것으로 여행을 체험 할 수 있다. 여행지의 인사, 댄스를 습득하거나 선물 사기, 보물 찾기 체험 뿐만 아니라 여행지의 별장을 구입하는 것도 가능해졌다. 여행의 추억을 기억하는 시스템의 도입으로 이벤트도 즐길 수 있다.

#### 《자유 시간》(Free Time)
심의 취미에 관한 확장팩으로 자동차의 수리, 요리, 회화, 조각 등의 창작 활동부터 스포츠에 이르기까지 여러 취미를 만끽할 수 있고 콘테스트와 같은 취미 평가 시스템도 생겨났다. 한번 친구는 영원한 친구라는 인간 관계의 유지를 강요하는 듯한 사고가 이번 확장팩에서도 드러나 있어 다른 부지에 있는 친구와 함께 나이가 드는 기능이 생겨나 플레이어의 캐릭터만 늙는 것을 막을 수 있게 되었다.

#### 《알콩달콩 아파트》(Apartment Life)
2008년 발매된 《심즈 2》의 마지막 확장팩으로 마지막답게 많은 기능들을 만나볼 수 있다. 먼저 가장 큰 장점은 아파트에서 살 수 있다는 것이다. 심들은 이제 아파트에서 이웃과 마주하고, 그들과 함께 파티를 열고 새로운 친구들을 만나 어울릴 수 있다.
이 밖에도 어린이와 유아 심들을 위한 놀이기구와 하이파이브 등의 상호작용, 자동판매기와 접이식 침대 등 생활에 밀접한 아이템들을 만나볼 수 있다.
보헤미안,기어헤드 헤어스타일이 새로 추가되었고 나선형 계단, 대형 수족관 등을 설치할 수 있으며, 심들은 이웃들에게 평판을 받을 수 있게 되었다.
친구들을 많이 사귄다든지, 연줄을 만든다든지 하는 사교 관계를 계속 쌓아나가면 좋은 평판을 받을 수 있다.

### 아이템팩
- 즐거운 크리스마스(Happy Holiday): 핼러윈, 크리스마스, 설날 등 연말연시의 느낌을 주는 아이템이 추가되었다.
- 패밀리 펀(Family Fun): 어린이를 중심으로 한 가구나 의상이 추가 되었다.
- 럭셔리 쇼핑(Glamour Life): 미술품, 공예품 등 화려한 생활의 필수 아이템이 추가되었다.
- H&M 패션 따라잡기(H&M Fashion): 최신 트렌드 옷과 아이템이 추가되었다.
- 꿈의 파티(Celebration): 결혼식, 생일 파티 등 파티를 연출하는 가구와 의상이 추가되었다.
- 틴에이저 스타일(Teen Style): 청소년을 중심으로 한 의상이 추가되었다.
- 주방&욕실 꾸미기(Kitchen&Bath Interior Design): 가족 전용의 주방, 욕실 세트나 소품, 전자제품, 의상 등이 추가되었다.
- IKEA 홈 데코(IKEA Home Stuff): 이케아사의 소파, 텔레비전대, 커피 테이블, 거울 등 가정 인테리어 제품이 추가되었다.
- 나의 집 & 나의 정원(Mansion & Garden): 멋진 팬션과 정원을 꾸밀 수 있는 각종 아이템들이 추가되었다.심즈 3 출시 직전에 출시되어서인지, 심즈 3의 변경사항을 일부 포함하고 있어 미니 확장팩으로 불리기도 한다.

## 심즈 속에 있는 미국 문화

### 식사
미국 가정에서 하는 요리 중 한국인에게 익숙한 돼지 갈비 구이나 쇠고기 로스, 칠면조 등이 있는가 하면, 칠리고추를 넣은 저민 고기와 강낭콩 스튜나 그릴드 치즈 샌드위치와 같은 다른 문화권에서는 생소한 음식도 있다.

### 노동
《나도 사장님》에서 추가된 레모네이드 판매대에서는 아이도 장사를 할 수 있는데, 유럽과 미국에서 실제 '돈은 노동에 의해서만 얻을 수 있는 대가'라는 교육적 내용을 《심즈 2》의 세계관에도 접목 시킨 것을 알 수 있다.

### 오락
《못말리는 캠퍼스》에서의 베개 싸움은 동양권과 같이 베개를 던지는 식이 아니라 서양권과 같이 베개를 휘두르며 노는 방식이며 대한민국과 같은 다수 대 다수보다는 대개 서양권과 같은 1대1 간의 싸움이 대부분을 차지한다. 또한 댄스를 좋아하는 미국인의 특성을 살려 《심즈 2》에서는 유독 댄스가 많이 보인다.

### 동아리
보통 같은 관심사를 가지고 있는 40명에서 60명으로 구성되어 있으며 사교 활동을 중점적으로 하며 단독 주택에서 공동생활을 하고 있는 그룹을 말한다. 게임에서는 8명까지 구성할 수 있다.

### 텔레비전
《심즈 2》는 케이블TV가 잘 보급되어 있는 미국처럼 24시간 내내 방송하는 전문 방송국들로 구성되어 있다. 특히 ESPN과 CNN을 패러디한 것이 눈에 띈다. 군데군데 심시티4의 영상도 많이 사용된다.

### 아동
유아와 어린이는 어른 없이 집에서 지내는 것이 불가능하다. 이것은 미국의 각 주에서 이루어지는 아동 보호법에 따른 것으로, 12세 이하는 집에 혼자 둘 수 없다. 대신 청소년이나 보모와 함께 있도록 하는 것은 가능한데, 이것은 게임에서도 적용된다. 아동 심은 가족 생성시 부모 관계인 성인 심이 필요하고 게임 중에도 집에 있는 모든 성인 심이 사망했을 경우 복지국 직원이 와서 모든 아동 심을 고아원으로 데리고 가면서 게임이 끝나게 된다. 다만, 아동 심 중 청소년이 한 명이라도 있다면 그 청소년 심이 보호자가 된다.